# Bograngen
Bograngen är en småort i Södra Finnskoga distrikt i Torsby kommun i norra Värmland och kyrkbyn i Södra Finnskoga socken, nära gränsen till Norge. 
Bograngen ligger cirka 7,5 mil norr om Torsby. I byn finns en lanthandel med bensinpumpar. Södra Finnskoga kyrka ligger omedelbart väster om Bograngen.
Förr fanns det också skola och daghem i Bograngen. Numera går ortens barn i skola i Sysslebäck.